# تیم آکروجت سونکار
تیم آکروجت سونکار (Sunkar)، یکی از دو تیم آکروجت نیرو پدافندو دفاع هوایی قزاقستان است که با آموزشی-رزمی آئرو ال-۳۹ آلباتروس  در رویدادهای قزاقستان به انجام نمایشهای هوایی می پردازد. در زبان قزاقستانی، سونکار به معنای "سنقر" است.